# Continental AG
Continental AG — немецкий производитель шин, автомобильной электроники и других комплектующих. 
В списке крупнейших компаний мира Forbes Global 2000 в 2022 году заняла 511-е место.
Акции компании учитываются при расчёте индекса DAX.

## История

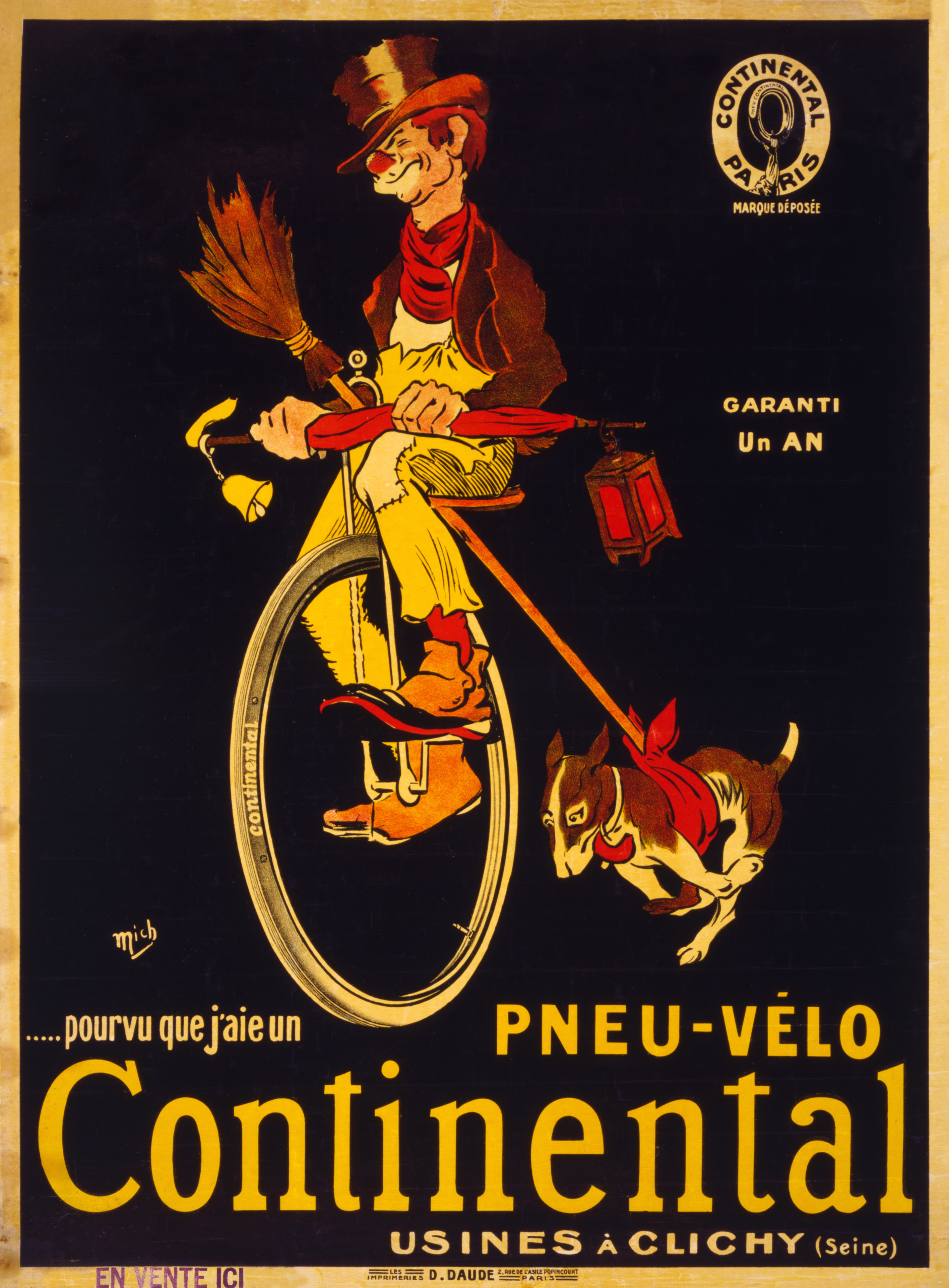
Рекламный постер Continental (около 1900 г.)

Компания была основана 8 октября 1871 года в Ганновере под названием Continental-Caoutchouc- & Gutta-Percha Compagnie, первоначально занималась производством изделий из мягкой резины, прорезиненной ткани, литых шин для экипажей и велосипедов. Изображение вставшей на дыбы лошади стало торговой маркой Continental; этот символ — часть герба прусской провинции Ганновер, столицей которой является город Ганновер. 

В 1892 году Continental первой среди немецких производителей шин начала выпуск пневматических шины для велосипедов, а с 1898 года — для автомобилей. С 1904 года Continental первой начала выпуск автошин с рисунчатым протектором. В 1905 году инженеры Continental разработали и испытали съемные шины для автомобилей. 
В 1908 году инженеры компании разработали съёмный обод для легковых автомобилей, позволяющий сэкономить время и силы во время замены шин. 
Образцы синтетической резины, разработанные в лаборатории Bayer, с успехом вулканизированные на шинных предприятиях Continental, прошли первые испытания в 1909 году. 
С 1905 по 1913 год были открыты торговые представительства в Британии, Дании, Швеции, Румынии, Италии, Норвегии и Австралии, штат сотрудников вырос до 12 тыс. человек. 
Во время Первой мировой войны зарубежная сеть была потеряна, а производство шин резко сократилось из-за прекращения поставок натурального каучука.
В 1920 году было создано партнёрство с американской компанией Goodrich, которое позволило наверстать техническое отставание Continental от зарубежных конкурентов, в частности начать применение сажи в качестве наполнителя резины. В 1928—1929 годах произошло слияние Continental с основными компаниями, представляющими немецкую резинную промышленность, в результате образовалась Continental Gummi — Werke AG. В этот же период ключевым акционером Continental стала семья Опель, сохранившая контроль над компанией до 1971 года. 
Несмотря на слияние, количество рабочих в компании к 1932 году сократилось до 10 тысяч, но с началом программы моторизации экономики Германии Национал-социалистической партии положение Continental заметно улучшилось. В 1934 году была открыта фабрика Continental в Мадриде.
Во время Второй мировой войны Continental была главным поставщиком автомобильных и авиационных шин, а также гусеничных колодок для танков, шлангов, гидравлических тормозов и прецизионных приборов для крылатых ракет «Фау-1», также доказано использование компанией труда узников концентрационных лагерей (около 10 тыс.). В период войны компания сотрудничала с химическими концернами страны в разработке и производстве синтетической резины.
В 1955 году Continental первой из немецких компаний, начала производство бескамерных шин, а в 1960 году — шин с радиальным кордом. В 1964 году начал работу завод компании во Франции. В 1967 году был открыт полигон Contidrom по тестированию шин.

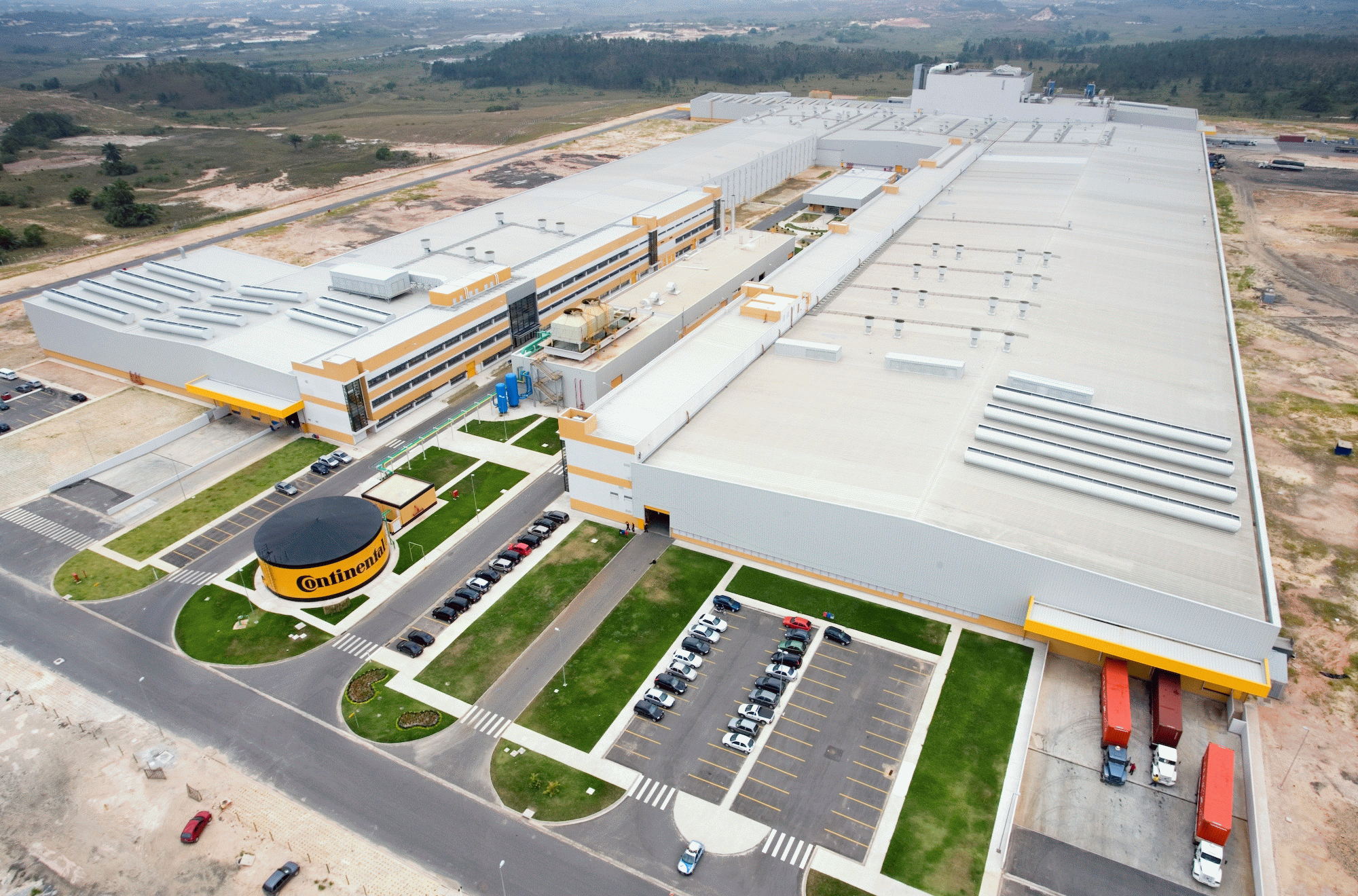
Фабрика Continental в бразильском штате Баия

В 1979 году был куплен европейский филиал американской фирмы по производству шин Uniroyal с присоединением четырёх заводов, расположенных в Бельгии, Германии, Франции и Великобритании, а также завода по производству текстильных кордов в Люксембурге. В начале 1980-х годов были созданы совместные предприятия в Японии и США. 
В 1985 году было куплено шинное производство австрийской компании Semperit с предприятиями в Австрии и Ирландии. 
Следующим этапом развития стало приобретение в 1987 году американского производителя шин General Tire имевшего четыре завода в США, два в Мексике, а также заводы в Южной Америке, Африке и Азии. В этом же году название было сокращено до Continental AG. Новые приобретения увеличили долю компании на мировом рынке шин, но приносили убытки и в целом ухудшили финансовое положение Continental; в начале 1990-х годов было сокращено 20 % персонала. 
В 1992 году была куплена шведская компания «Nivis Tyre» по производству шин марок Gislaved и Viking. 
В 1993 году был куплен контрольный пакет акций чешской компании Barum. 
Тенденция переноса производства в страны с более дешёвой рабочей силой была продолжена открытием нового завода в Португалии в 1995 году и началом строительства заводов в России и Бразилии в 1998 году. В то же время с 1995 года значительные средства начали складываться в развитие подразделения автомобильных систем, одной из разработок стала представленная на рынок в 1997 году ISAD — Integrated Starter Alternator Damper (интегрированные — стартер, генератор переменного тока и демпфер). 
В 1998 году у американской ITT Industries за 1,93 млрд долларов было куплено подразделение по производству автомобильных тормозов и шасси.
В 2000 году был открыт новый завод по производству шин для легкового транспорта в Тимишоара (Румыния).
25 июля 2007 года компания объявила о приобретении подразделения Siemens VDO Automotive AG у концерна Siemens AG, что позволило компании войти в пятёрку крупнейших производителей автомобильных комплектующих.
В 2007 году Continental приобрела 51 % акций компании Matador, в 2008 году доля в акционерном капитале была доведена до 66 %, а в 2009 году — до 100 %.
В 2013 году в России был открыт по производству шин для легковых автомобилей и легкого коммерческого транспорта. В мае 2023 года Continental продал завод в Калуге в связи с Вторжением России на Украину.
В сентябре 2021 года подразделение Continental Powertrain было выделено в самостоятельную компанию Vitesco Technologies. Её основное направление деятельности — разработка и производство двигателей для гибридных автомобилей.

#### Continental AG в Китае
По состоянию на 2024 год в Китае функционируют 23 производственные базы и 28 научно-исследовательских центров Continental AG, где работают порядка 17,6 тыс. сотрудников.

## Деятельность
Заводы компании расположены в Германии, Бельгии, Чили, Франции, Великобритании, Португалии, Швеции, Люксембурге, Чехии, Турции, Испании, Румынии и США. Continental в 2005 произвела 106,2 млн шин для легковых автомобилей и 6,7 млн — для грузовых.
Подразделения по состоянию на 2021 год:
- Автомобильные технологии — производство автомобильной электроники и гидравлических тормозных систем; выручка 15,4 млрд евро, 89 тыс. сотрудников.
- Резиновые технологии — производство шин, а также конвейерные лент и других резиновых изделий; выручка 17,6 млрд евро, 98 тыс. сотрудников.
- Контрактное производство — некоторые активы, оставшиеся после отделения Vitesco Technologies[англ.]; выручка 0,9 млрд евро, 3 тыс. сотрудников.

Регионы деятельности:
- Германия — выручка 5,88 млрд евро (на 2021);
- остальная Европа — выручка 10,59 млрд евро;
- Северная Америка — выручка 8,53 млрд евро;
- Азиатско-Тихоокеанский регион — выручка 7,34 млрд евро;
- другие регионы — выручка 1,43 млрд евро.

В марте 2023 г. компания объявила о закрытии бизнеса в России. 

В феврале 2024 г. Continental планирует сократить около 7150 рабочих мест в своем автомобильном подразделении (решение принято, чтобы повысить конкурентоспособность бизнеса в условиях перехода к электромобилям); сокращение затронет примерно 3,6 % сотрудников компании в мире, около 40 % увольнений коснутся работников в Германии.
|                     | 2012  | 2013  | 2014  | 2015  | 2016  | 2017  | 2018  | 2019   | 2020   | 2021  |
| ------------------- | ----- | ----- | ----- | ----- | ----- | ----- | ----- | ------ | ------ | ----- |
| Оборот              | 32,74 | 33,33 | 34,51 | 39,23 | 40,55 | 44,01 | 44,40 | 44,48  | 31,86  | 33,77 |
| Чистая прибыль      | 1,905 | 1,923 | 2,375 | 2,727 | 2,803 | 2,985 | 2,896 | -1,225 | -0,962 | 1,455 |
| Активы              | 27,45 | 26,82 | 30,24 | 32,84 | 36,17 | 37,44 | 40,45 | 42,57  | 39,64  | 35,84 |
| Собственный капитал | 7,779 | 9,011 | 10,67 | 12,79 | 14,27 | 15,83 | 17,85 | 15,40  | 12,26  | 12,19 |

Чистая прибыль концерна в январе-сентябре 2003 г. выросла на 13 % по сравнению с аналогичным периодом 2002 г. — до 245 млн евро$ консолидированные продажи за указанный период выросли незначительно и составили 17 млрд евро.

## Собственники и руководство
В августе 2008 года немецкий производитель автокомплектующих Schaeffler Group приобрёл 75 % акций Continental, однако в 2011 году сократил свою долю до 60 %, а в 2016 году — до 46 %. По состоянию на начало 2022 года остальные 54 % акций котировались на Франкфуртской фондовой бирже, а также в США в виде американских депозитарных расписок (ADR), почти все они находились в собственности институциональных инвесторов из США и Европы. Номинальный держатель ADR — Deutsche Bank Trust Company Americas.
- Вольфганг Райцле[англ.] (род. 7 марте 1949 года) — председатель наблюдательного совета. Начало карьеры прошло в BMW, с 1999 по 2002 год возглавлял Premier Automotive Group (подразделение Ford), после чего перешёл в химическую компанию Linde.
- Николай Сайтцер (Nikolai Setzer, род. 20 апреля 1971 года) — председатель исполнительного совета с декабря 2020 года, в компании с 1997 года[13].